# 영 브리티시 아티스트

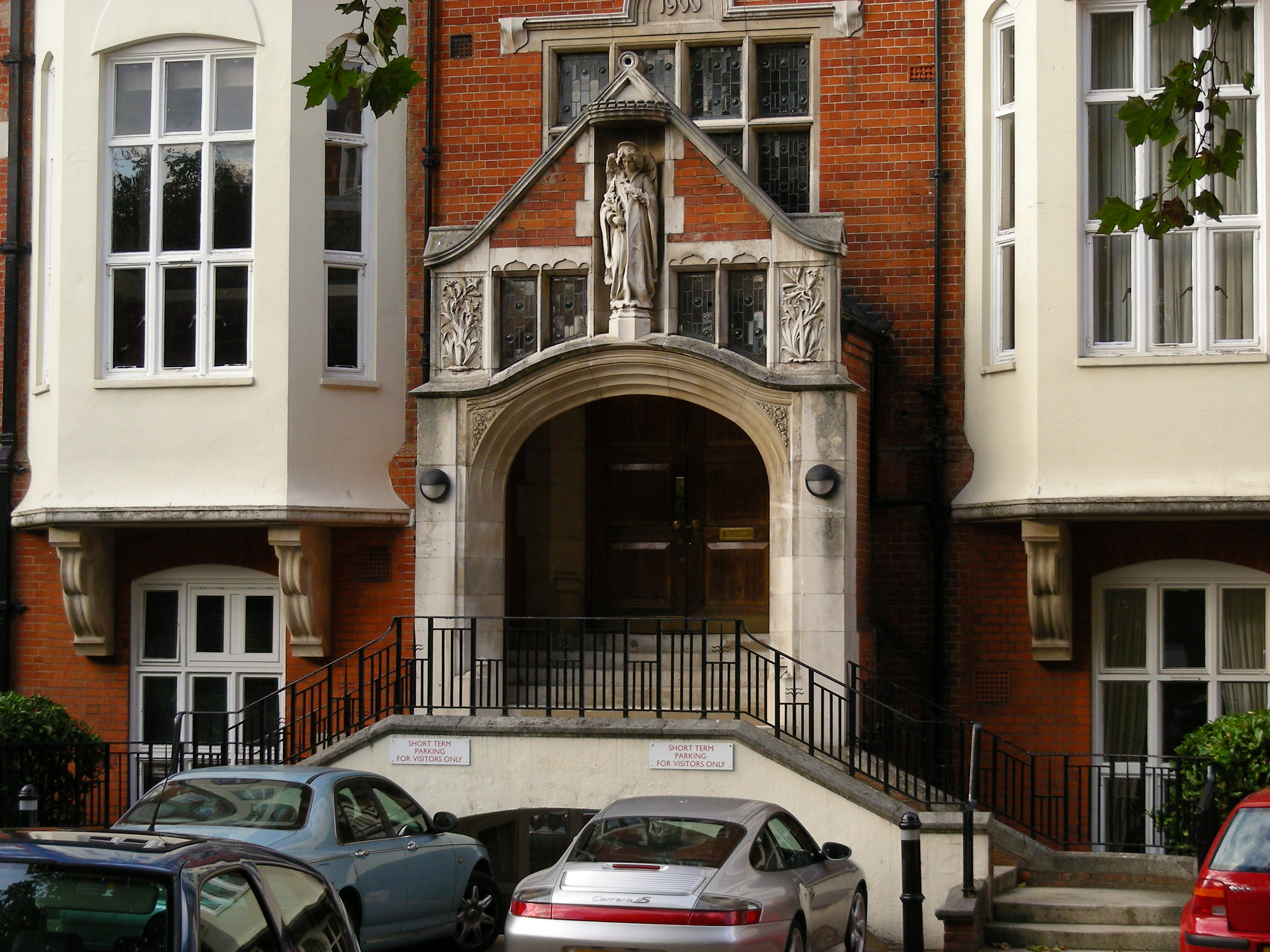

영 브리티시 아티스트(영어: Young British Artists, YBAs)는 영국을 중심으로 활동하는 1990년대 당시 젊은 컨셉의 아티스트, 화가, 조각가 등의 총칭이다. 브릿아트(Britart)라고도 한다. YBA 라는 명칭은 1992년 런던의 사치 갤러리에서 열린 동명의 전시회에서 따왔다.

## Freeze 전시 예술인
- 데이미언 허스트
- 세라 루커스 (Sarah Lucas)
- 안젤라 불럭 (Angela Bulloch)
- 맷 콜리쇼 (Mat Collishaw)
- 이안 데이븐포트 (Ian Davenport)
- 앵거스 페어허스트 (Angus Fairhurst)
- 아냐 갈라시오 (Anya Gallaccio)
- 게리 흄 (Gary Hume)
- 마이클 랜디 (Michael Landy)
- 아비가일 레인 (Abigail Lane)
- 랄라 메레디스 불라 (Lala Meredith-Vula)
- 리차드 패터슨 (Richard Patterson)
- 스티브 파크 (Stephen Park)
- 피오나 래 (Fiona Rae)

## Brilliant! 전시 예술인
- 채프먼 형제
- 트레이시 에민
- 데이미언 허스트
- 세라 루커스
- 샘 테일러존슨
- 레이철 화이트리드

## 기타 YBAs
- Fiona Banner
- Christine Borland
- Tacita Dean
- Nick Fudge
- Douglas Gordon
- Marcus Harvey
- Marc Quinn
- Gavin Turk
- Jane and Louise Wilson
- Jenny Saville
- Young Buckstone Aggro